# Jörgleinsmühle
Jörgleinsmühle ist ein Wohnplatz der Gemeinde Gollhofen im mittelfränkischen Landkreis Neustadt an der Aisch-Bad Windsheim. Sie liegt in der Gemarkung Gollachostheim.

## Geografische Lage
Die Einöde liegt auf freier Flur an der Gollach. Unmittelbar östlich verläuft die Bundesautobahn 7. Eine Gemeindeverbindungsstraße führt zur Kreisstraße NEA 41 (0,7 km nördlich) bzw. die A 7 unterquerend zur Herrenmühle (0,6 km südöstlich). Nördlich der Jörgleinsmühle befindet sich die gemeindliche Bauschuttdeponie.

## Geschichte
Jörgleinsmühle lag im Fraischbezirk der Schenken von Limpurg zu Speckfeld. Die Pfarrei Gollhofen war Grundherr der Mühle und hatte somit Anspruch auf Erbzins und Handlohn. Georg Petschler war der erste nachweisbare Besitzer der Mühle. Mit dem Gemeindeedikt (frühes 19. Jahrhundert) wurde Jörgleinsmühle dem Steuerdistrikt Gollachostheim und der Ruralgemeinde Gollachostheim zugewiesen. Am 1. Mai 1978 wurde Jörgleinsmühle im Zuge der Gebietsreform in Bayern nach Gollhofen eingemeindet.

### Einwohnerentwicklung
| Jahr      | 001818 | 001837 | 001840 | 001861 | 001871 | 001885 |
| Einwohner | 4      | 5      | 2      | 5      | 6      | 7      |
| Häuser    | 1      | 1      | 1      |        |        | 1      |
| Quelle    | [ 4 ]  | [ 7 ]  | [ 8 ]  | [ 9 ]  | [ 10 ] | [ 11 ] |

## Religion
Jörgleinsmühle ist evangelisch-lutherisch geprägt und bis heute nach St. Jakobus und Nikolaus (Gollachostheim) gepfarrt.